# Reiss
Reiss is een dorp in de Schotse lieutenancy Caithness in het raadsgebied Highland ongeveer 5 kilometer ten noorden van Wick en ongeveer 24 kilometer ten zuiden van John o' Groats.